# Skånsk medeltidskonst
Skåne är ett av de landskap som uppvisar flest bevarade konstverk från medeltiden. Skåne var under nästan hela denna period en del av Danmark, vars medeltid brukar dateras från omkring år 1050, då kyrkans ställning och organisation började nå samma nivå som i andra länder på kontinenten, fram till reformationens genomförande 1536. Konstens utveckling under medeltiden hör starkt samman med kyrkans dominerande roll i samhället, inte minst som förmögen och mycket aktiv beställare av konst och arkitektur.

## Översikt

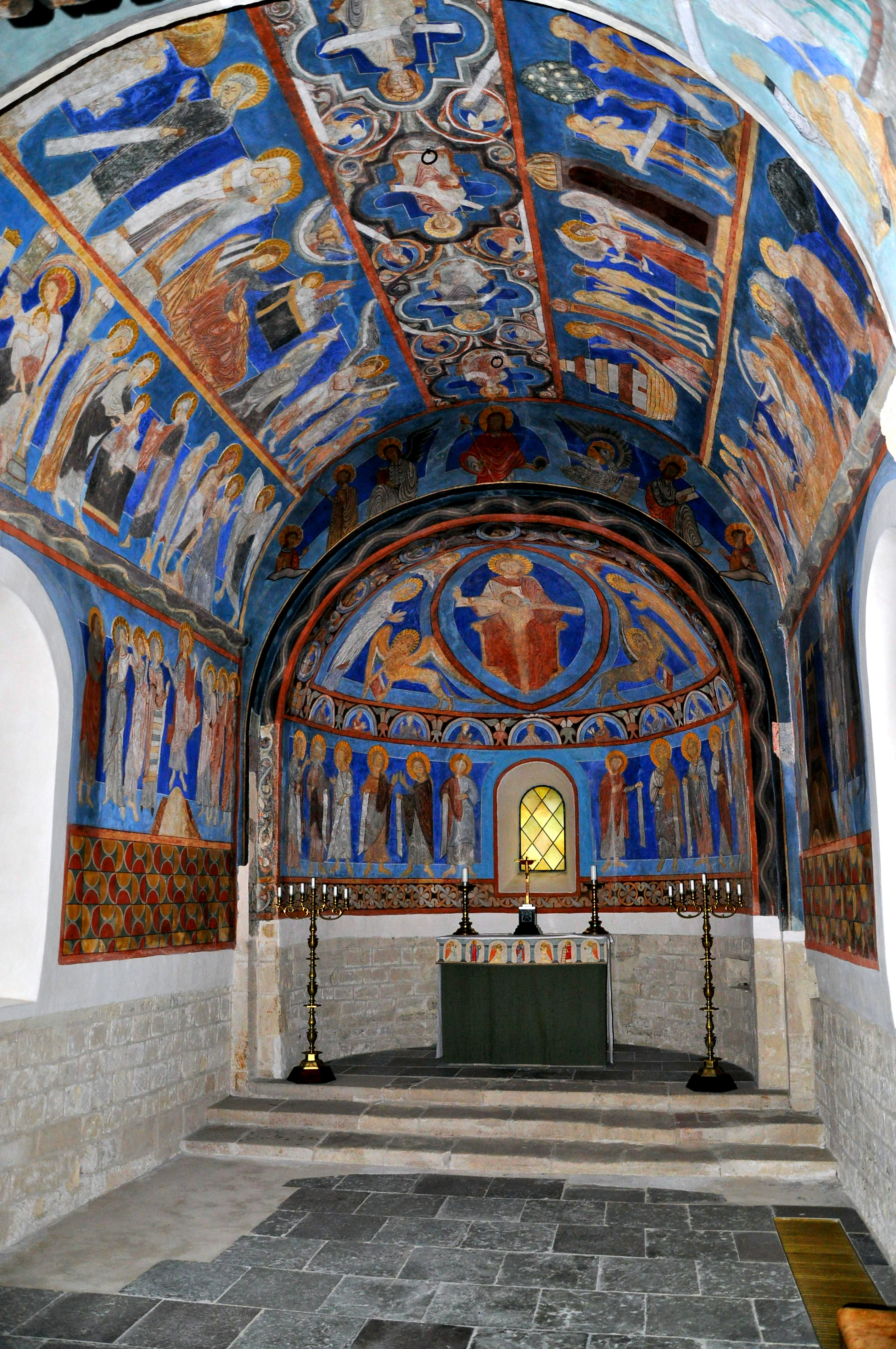
Kor med romanskt tunnvalv och absid i Bjäresjö kyrka. Muralmålningarna är senromanska. En renovering 1892 lär ha gjort den blå färgen mer dominerande än den var ursprungligen.

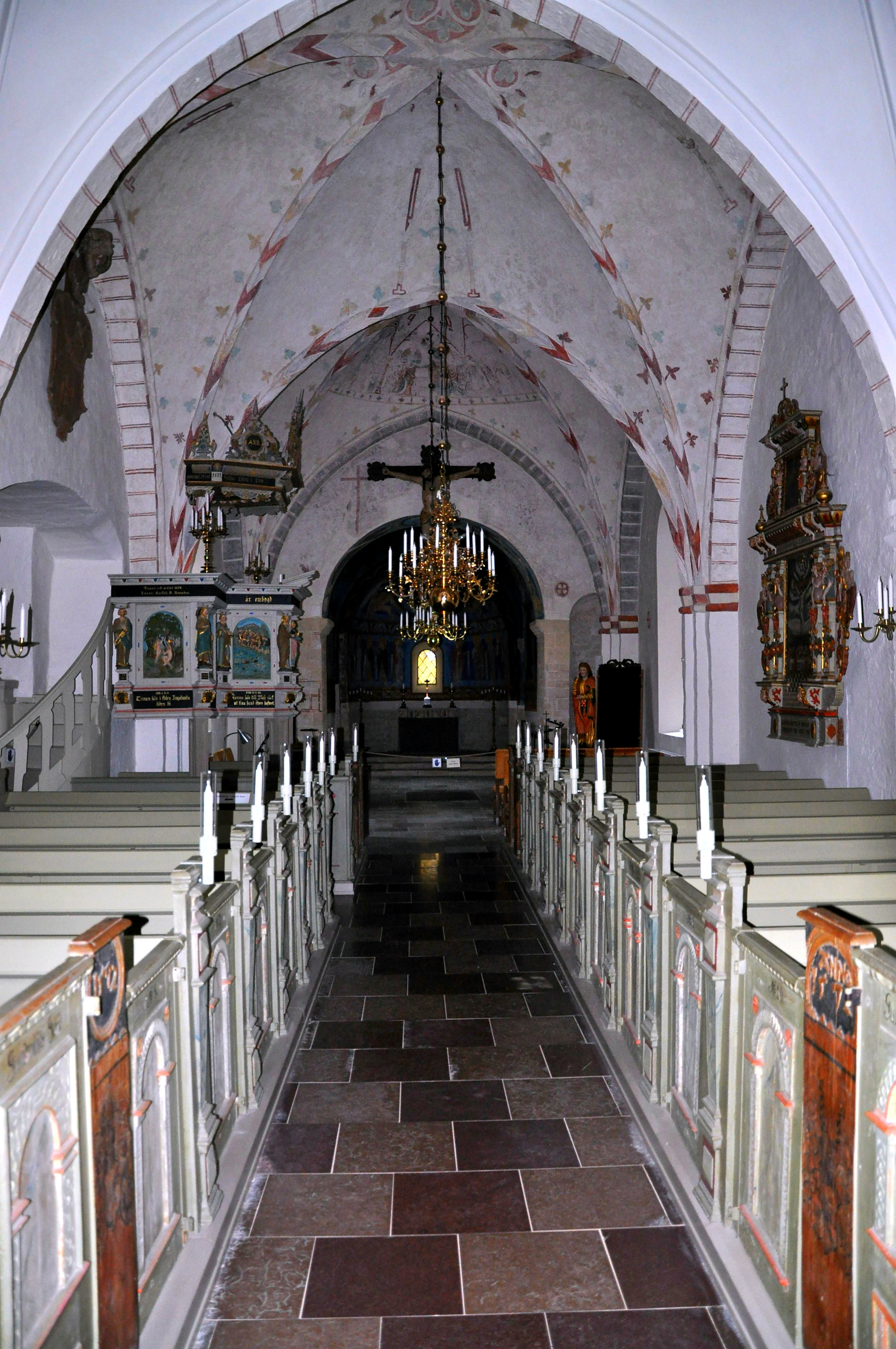
Ett exempel på gotisering. Den romanska Bjäresjö kyrka fick under 1300-talet gotiska kryssvalv i långhusets tak.

Under den romanska perioden, cirka 1050–1250, fick Danmark ett stort tillskott av kyrkor, framför allt i sten. I Skåne byggdes omkring 350 romanska stenkyrkor. Lund blev 1103/1104 säte för det nya ärkestiftet i de tre nordiska rikena. Om inte tidigare, så påbörjades bygget då av Lunds domkyrka, som invigdes 1145 och var en av Nordens största stenbyggnationer.
När det gäller bevarade verk av medeltida stenmästare finns det en stor rikedom, inte minst då det gäller dopfuntar. En mängd kyrkliga konstverk utförda av olika träsnidare finns också bevarade i landskapets kyrkor och museer. Av museisamlingar kan nämnas Lunds universitets historiska museum som uppvisar en unik och stor samling av konstalster från just den skånska medeltiden.
Skåne är idag det landskap i Sverige som har de bäst bevarade romanska muralmålningarna; målningar i övriga landet är oftast från senare period. Dessa romanska målningar, från omkring 1100–1250, utfördes främst i freskoteknik, där pigment uppslammade i vatten målas på en färsk, fortfarande fuktig kalkputs. Senare medeltida kyrkomålningar utfördes i allmänhet al secco, det vill säga på torr puts och ofta med färger som inkluderade andra bindemedel än kalk. Dessa blir inte lika hållbara, men det finns ändå en hel del kyrkomålningar bevarade, då främst från 1400-talet.
Mot slutet av 1100-talet gick det danska kyrkobyggandet till stor del över till tegelsten. Den äldsta bevarade tegelkyrkan i Skåne, och i dagens Sverige, är Gumlösa kyrka, som invigdes 1192. I brist på inhemsk sten som lämpade sig för så stora konstruktioner, hade man blivit hänvisad till import från Tyskland och Frankrike. Med teglet hade man nu god tillgång på byggmaterial, även för andra typer av byggnader.
Under 1200-talets lopp fick den romanska stilen allt oftare stå tillbaka för den gotiska arkitekturen vid kyrkbyggen. Efter den romanska tidens stora expansion, är de gotiska kyrkorna från omkring 1300 till 1550 inte lika många till antalet och främst lokaliserade till större samhällen. Utförd i tegel kallas stilen tegelgotik, i området kring Östersjön ofta specificerad som baltisk tegelgotik. Ett bra exempel på sådan är Sankt Petri kyrka i Malmö, invigd på 1300-talet.
Från år 1350 ses en tydligt minskad konstproduktion under några årtionden, liksom i övriga Danmark och Sverige, till följd av digerdödens härjningar. Beställningar från kyrkor av konsthantverk av olika slag upphörde nära på. I Lunds stift, som då omfattade Skåne, inklusive Bornholm, samt Halland och Blekinge, lär över 200 kyrkor ha lagts öde innan 1380.
Tilltagande under 1400-talet och med en topp kring 1500, skedde en omfattande gotisering av romanska kyrkor, det vill säga det gjordes ombyggnationer enligt de nya gotiska idealen. Framför allt var det vanligt att kyrkorna då fick gotiska valv där det tidigare varit ett plant träinnertak eller öppet taklag. Exempel på andra förändringar är en mindre hierarkisk uppdelning av kyrkorummet.

## Skånes medeltida stenmästare

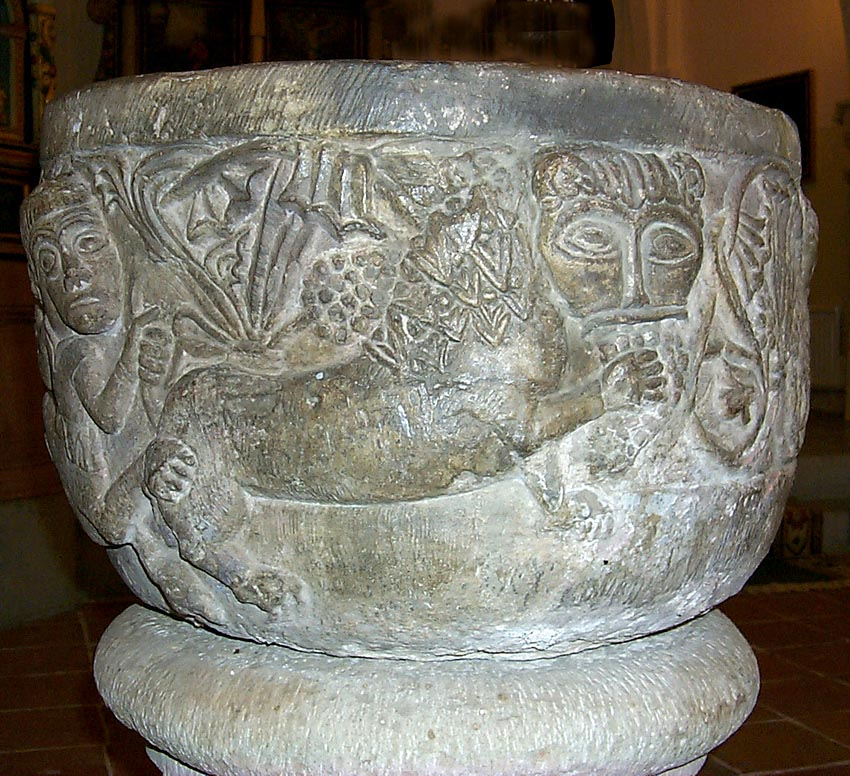
Dopfunt, Glostorp kyrka. Oxiemästaren ca 1150.

Genom uppförandet av Lunds domkyrka cirka 1080 till 1145 kom en stenindustri att utvecklas i Skåne. I de kyrkliga stenhuggerierna framställde också ett stort antal mästare konstutsmyckningar i sten. Några av dessa konstnärer är kända till namn, andra har getts namn efter de kyrkor i vilka deras alster uppsatts.
Nedan anges de stenmästare i Skåne som varit verksamma under 1100-talet och en bit in på 1200-talet.
- Donatus, verksam i början av 1100-talet
- Regnerus, verksam i mitten av 1100-talet
- Mårten stenmästare, verksam första halvan av 1100-talet
- Oxiemästaren, verksam i mitten av 1100-talet
- Carl stenmästare
- Majestatis, eller Trydemästaren, verksam senare delen av 1100-talet i Skåne och på Gotland
- Byzantios, verksam även på Gotland under andra hälften av 1100-talet
- Skarhultsmästaren, verksam i mitten av 1100-talet
- Bosjömästaren
- Skeglingemästaren
- Mörarpsmästaren, verksam senare delen av 1100-talet till början av 1200-talet
- Tove stenmästare, verksam runt 1200-talets början

## Skånes medeltida muralmålare

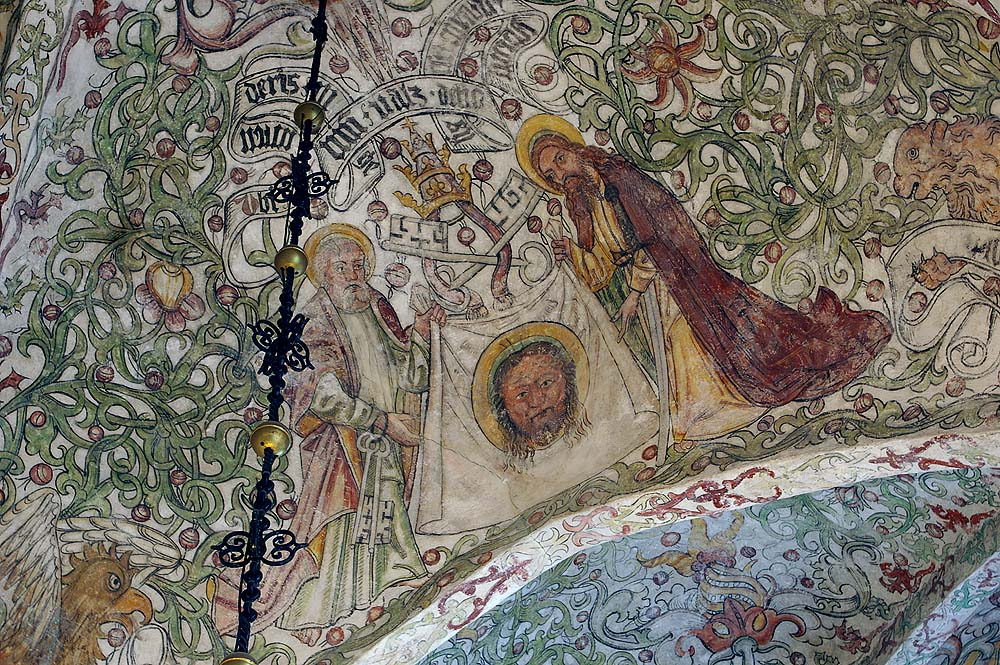
Krämarekapellsmålaren 1460-1470.

Då namnen på de konstnärer som arbetat med att smycka kyrkornas väggar och valv oftast inte är kända, har forskare genom analyser av stil och målningssätt kunnat sammanställt olika grupper av "skolor". En sådan grupp kan ha varit en mans verk men kan också utgöra en mästare och hans elever. Så till exempel menar man att målaren Nils Håkansson som signerat och daterat målningarna i Ysane kyrka i Blekinge på gränsen till Skåne år 1459, kan ha varit lärare för den så kallade Vittskövlegruppen.
Nedan anges i tidsföljd Skånes olika medeltida målarskolor, deras datering och i vilka kyrkor de är eller har varit representerade.

### Finjagruppen
Verksam 1125-1150 

- Asmundtorps kyrka (riven 1895)[13]
- Finja kyrka[14]
- Flädie kyrka (riven 1886)
- Hofterups kyrka
- Lyngsjö kyrka
- Stävie kyrka
- Vallkärra kyrka
- Västra Vemmerlövs kyrka

### Vämästaren
Verksam under 1120-talet
- Vä kyrka

### Vinslövsgruppen
Verksam senare delen av 1100-talet: 
- Vinslövs kyrka
- Södra Åsums gamla kyrka
- Östra Sallerups kyrka

### Bjäresjögruppen
Verksam 1200-1225 
- Bjäresjö kyrka
- Sireköpinge kyrka
- Östra Ingelstads kyrka, med viss tvekan.[15]

### Stehaggruppen
Verksam 1200-1225 
- Stehags kyrka
- Everöds kyrka

### Snårestadgruppen
Verksam 1325-1350 

- Anderslövs kyrka
- Benestads kyrka
- Bjäresjö kyrka
- Borrby kyrka
- Grönby kyrka
- Skurups kyrka
- Snårestads kyrka
- Stora Herrestads kyrka
- Stora Köpinge kyrka[16]
- Södra Åsums gamla kyrka
- Västra Nöbbelövs kyrka

### Nödebogruppen
Verksam cirka 1350‑75
- Stora Hammars gamla kyrka

### Sölvesborgsgruppen
Verksam 1400-1425
- Sankt Nicolai kyrka, Sölvesborg
- Öja kyrka

### Unionsmästaren
Verksam 1425-1450 
- Norra Åkarps gamla kyrka

Även många andra i Danmark och Mellansverige.

### Fjälkingegruppen
Verksam 1425-1460

- Fjälkinge kyrka
- Gualövs kyrka
- Ivö kyrka
- Kiaby kyrka
- Kviinge kyrka
- Vallby kyrka
- Vitaby kyrka
- Önnestads kyrka
- Östra Hoby kyrka
- Östra Vemmerlövs kyrka

### Sankt Georgsmästaren
Verksam 1434-1452 
- Lunds domkyrka, Sankt Georgekapellet
- Västra Sallerups kyrka

### Vittskövlegruppen
Verksam 1450-1475, namngiven i Ysane kyrka som Nils Håkansson 

- Araslövs kyrka
- Djurröds kyrka
- Emmislövs kyrka
- Gladsax kyrka
- Gärds köpinge kyrka
- Knislinge kyrka
- Långaröds kyrka
- Maglehems kyrka
- Norra Strö kyrka
- Nymö kyrka
- Ravlunda kyrka
- Rinkabys kyrka
- Råbelövs kyrka
- Skalunda kyrka
- Strängnäs domkyrka
- Strö kyrka
- Torna Hällestads kyrka
- Tosterups kyrka
- Vittskövle kyrka
- Ysane kyrka
- Östra Eneby kyrka
- Östra Sönnarslövs kyrka

#### Rinkabymästaren
- Rinkabys kyrka, räknas även in i Vittskövlegruppen.

### Krämarekapellsmålaren
Verksam 1460-1470 
- Krämarekapellet vid S:t Petri kyrka i Malmö.

### Östra Herrestadsgruppen
Andra halvan av 1400-talet-
- Kyrkoköpinge kyrka
- Östra Herrestads kyrka
- Östra Ingelstads kyrka

### Anders Johansson
Verksam 1498, även kallad Andreas Johannis 
- Färlövs kyrka
- Linderöds kyrka
- Östra Strö kyrka

### Everlövgruppen
Verksam cirka 1500
- Everlöv
- Farstorp
- Hästveda
- Södra Åsums gamla kyrka

### Lilla Harriegruppen
Verksam cirka 1500

- Frenninge
- Fulltofta
- Gessie
- Hyby
- Kävlinge
- Lilla Harrie
- Skivarp
- Sövestad
- Trollenäs
- Västra Vemmerlöv

### Helsingborgsgruppen
Verksam cirka 1500, även kallad Bollerupsmålaren
- Brunnby
- Väsby

### Ålegruppen
Verksam 1500-1515 
- Östra Hoby

### Kongagruppen
Verksam 1500-1525
- Konga
- Simris

### Gislövgruppen
Verksam 1500-1525
- Gislöv
- Silvåkra